# Matej Ašanin
Matej Ašanin (* 4. September 1993 in Zagreb, Kroatien) ist ein kroatischer Handballspieler.

## Karriere
Der 2,03 m große und 118 kg schwere Handballtorwart spielte in seiner Heimatstadt für den kroatischen Serienmeister RK Zagreb. In den Spielzeiten 2010/11 und 2011/12 wurde er an die Ligakonkurrenten RK Split und RK Varteks Varaždin ausgeliehen. 2012 ging er in die spanische Liga ASOBAL zu Ademar León, mit dem er das Achtelfinale in der EHF Champions League 2012/13 und die Gruppenphase im EHF Europa Pokal 2013/14 erreichte. Zur Saison 2014/15 wechselte er zum deutschen Bundesligisten HBW Balingen-Weilstetten. Nach der Saison 2015/16 endete sein Vertrag. Ab der Saison 2016/17 spielte er für den portugiesischen Erstligisten Sporting Lissabon. Mit Sporting gewann er 2017 den EHF Challenge Cup sowie 2017 und 2018 die portugiesische Meisterschaft. Im Februar 2019 wechselte er zum akut abstiegsbedrohten deutschen Bundesligisten Eulen Ludwigshafen, dem er Dank starker Leistungen, unter anderem gelang ein Auswärtssieg bei den Rhein-Neckar Löwen, zum Klassenerhalt in letzter Sekunde verhalf. Im Sommer 2019 kehrte er zum RK Zagreb zurück. Mit Zagreb gewann er 2021 das nationale Double. Zur Saison 2021/22 unterschrieb er erneut in Ludwigshafen. Aufgrund von Rückenbeschwerden löste er zum Saisonende 2022/23 seinen Vertrag auf und legte eine Pause ein. Kurz darauf bestätigte er seinen Wechsel zu CSM Bukarest in Rumäniens erste Liga. Zur Saison 2024/25 wechselte er zum türkischen Erstligisten Beşiktaş Istanbul.
Mit der kroatischen Juniorennationalmannschaft belegte Matej Ašanin bei der U-21-Handball-Weltmeisterschaft 2013 den vierten Platz. Bei der U-19-Weltmeisterschaft 2011 wurde er mit der Jugendnationalmannschaft Achter. Ein Jahr zuvor gewann er mit der Jugendauswahl die U-18-Handball-Europameisterschaft der Männer.
Ašanin gehört dem Kader der kroatischen A-Nationalmannschaft an. Mit Kroatien gewann er bei der Europameisterschaft 2020 die Silbermedaille.